# Jamaïque aux Jeux olympiques d'hiver de 1988
Vous lisez un « bon article » labellisé en 2014.
La Jamaïque participe aux Jeux olympiques d'hiver de 1988, organisés à Calgary, au Canada. C'est la première participation de ce pays aux Jeux olympiques d'hiver. Les athlètes jamaïcains, qui ne participent qu'en bobsleigh, viennent de la force de défense jamaïcaine. Dudley Stokes, Devon Harris et Michael White sont les premiers membres de l'équipe. Caswell Allen, le quatrième homme, s'est blessé avant les Jeux olympiques. Il a donc été remplacé par Chris Stokes, présent au Canada pour encourager son frère Dudley.
Dudley Stokes et Michael White terminent à la 30e position sur 38 classés en bob à deux. Les chaînes de télévision américaines s'intéressent ensuite à l'équipe de bob à quatre. Cette équipe, qui a un accident dans la troisième manche et qui ne participe pas à la quatrième, inspirera le film Rasta Rockett, sorti en 1993.

## Contexte
Le comité olympique jamaïcain est créé en 1936, mais après l'annulation des Jeux de 1940 et de 1944 à cause de la Seconde Guerre mondiale, la première participation olympique de la Jamaïque a lieu aux Jeux d'été de 1948 à Londres, au Royaume-Uni. Ce pays apparaît à tous les Jeux d'été depuis lors, y compris aux Jeux de 1960 auxquels ils participent avec l'équipe des Indes occidentales. Il remporte des médailles à chacun d'entre eux, à l'exception de ceux de 1956 et 1964.

## Préparation
Les hommes d'affaires américains George B. Fitch et William Maloney ont l'idée d'une équipe jamaïcaine de bobsleigh après avoir vu un pushcart derby (en), un engin à roues ressemblant à un bob populaire en Jamaïque. Le président du comité olympique jamaïcain, Michael Fennel, soutient ce projet et la recherche des athlètes commence. Des annonces décrivant des essais « dangereux et rigoureux » pour former les bases de la première équipe de bobsleigh du pays sont affichées. Le recrutement s'avère cependant difficile et des volontaires sont recherchés dans la force de défense jamaïcaine. Au total, 40 hommes se présentent aux sélections qui aboutissent à la formation de la première équipe, composée de quatre hommes : le capitaine Dudley Stokes, pilote d'hélicoptères, Devon Harris, lieutenant et sprinteur, Michael White, également sprinteur, ainsi que Samuel Clayton, ingénieur dans les chemins de fer. Ils sont sélectionnés en octobre 1987,,,,.
La préparation des bobeurs jamaïcains est financée par Fitch et le Conseil du tourisme de la Jamaïque. Ils se rendent à Lake Placid, aux États-Unis, où ils découvrent le bobsleigh. Ils sont soutenus par la fédération américaine de bobsleigh, qui leur offre un entraîneur et deux bobs. Ils s'entraînent ensuite à Calgary pendant six semaines puis à Igls, en Autriche, pendant un mois, où ils terminent au 35e rang sur 40 d'une épreuve de Coupe du monde. Samuel Clayton quitte l'équipe à ce moment-là, alors que Caswell Allen la rejoint. L'Autrichien Sepp Haidacher est engagé comme entraîneur. L'équipe est présentée sous un angle comique dans les médias nord-américains. L'équipe est d'abord froidement accueillie par la Fédération internationale de bobsleigh et de tobogganing mais, déterminée, elle obtient le droit de participer aux deux épreuves des Jeux de 1988,,. À Calgary, l'équipe s'entraîne à courir sur un lac gelé, mais Caswell Allen tombe et se blesse. Chris Stokes, venu au Canada pour encourager son frère Dudley, est donc intégré trois jours avant la compétition à l'équipe de bob à quatre. Il n'est jamais monté dans un bob auparavant.

## Cérémonies d'ouverture et de clôture
La cérémonie d'ouverture a lieu le 13 février 1988 dans le Stade McMahon. Sur les 57 nations participantes, la Jamaïque fait partie avec les Antilles néerlandaises, les Îles Vierges des États-Unis et Porto Rico des quatre nations des Caraïbes prenant part à ces Jeux. Comme cela est de coutume, la Grèce, berceau des Jeux olympiques et pays hôte des premiers Jeux de l'ère moderne en 1896, ouvre le défilé des nations. Le Canada, en tant que pays hôte de ces Jeux, ferme la marche, les autres nations défilant par ordre alphabétique selon le nom des pays en anglais. La Jamaïque est ainsi la 28e des 57 délégations, entre l'Italie et le Japon, à défiler dans le stade,. Dudley Stokes est le porte-drapeau du pays. Le 28 février, lors de la cérémonie de clôture, les athlètes de toutes les nations défilent ensemble, sans ordre précis.

## Épreuves de bobsleigh
La Jamaïque participe à l'épreuve de bob à deux du 20 au 21 février et de bob à quatre du 27 février. Plusieurs autres pays des Caraïbes prennent part aux compétitions olympiques de bobsleigh pour la première fois : les Antilles néerlandaises et les Îles Vierges des États-Unis participent en bob à deux,.

### Bob à deux

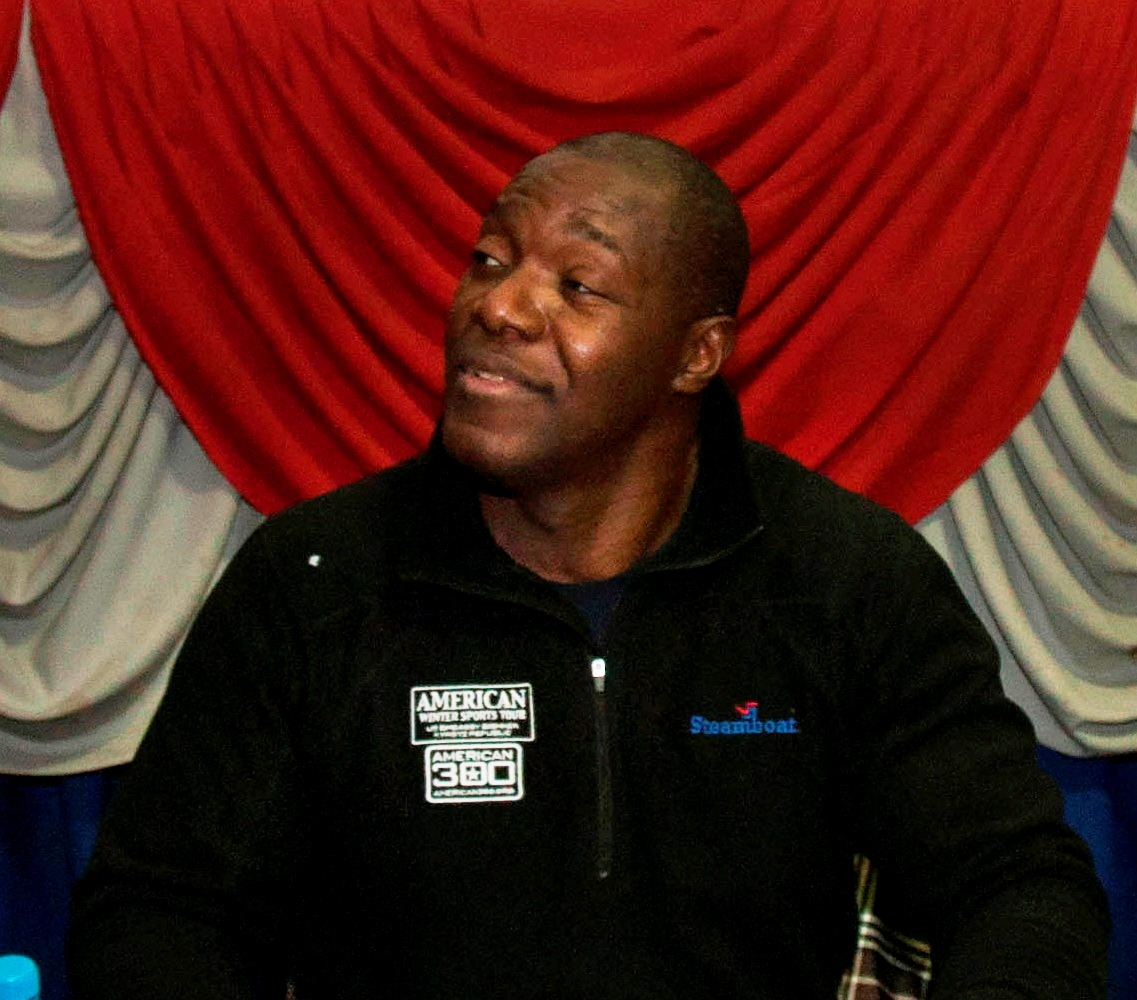
Devon Harris en 2013.

La première épreuve à laquelle prend part la Jamaïque est celle du bob à deux. Dudley Stokes, qui pilote le bob, et Michael White sont les premiers athlètes jamaïcains de l'histoire à participer aux Jeux d'hiver. Dans leur première manche, ils prennent la 34e place sur 41 devant la deuxième équipe de Nouvelle-Zélande, les deux duos du Portugal, les Îles Vierges des États-Unis et le Mexique. Ils s'améliorent en deuxième manche, puisqu'ils atteignent la 22e place, mais ils sont 31e de la troisième manche et terminent à la 30e place lors de la quatrième et dernière manche,. Les Jamaïcains ont le 30e rang final sur les 38 équipes classées.
| Bob | Athlètes                    | Épreuve    | Manche 1     | Manche 1 | Manche 2     | Manche 2 | Manche 3     | Manche 3 | Manche 4     | Manche 4 | Total        | Total |
| Bob | Athlètes                    | Épreuve    | Temps        | Rang     | Temps        | Rang     | Temps        | Rang     | Temps        | Rang     | Temps        | Rang  |
| --- | --------------------------- | ---------- | ------------ | -------- | ------------ | -------- | ------------ | -------- | ------------ | -------- | ------------ | ----- |
| JAM | Dudley Stokes Michael White | Bob à deux | 1 min 0 s 20 | 34e      | 1 min 0 s 56 | 22e      | 1 min 1 s 87 | 31e      | 1 min 1 s 23 | 30e      | 4 min 3 s 86 | 30e   |

### Bob à quatre
Après l'élimination de l'équipe des États-Unis de hockey sur glace, les chaînes de télévision américaines ont besoin de remplir le temps d'antenne et choisissent de se focaliser sur l'équipe jamaïcaine de bob à quatre. La première manche se passe assez mal, puisque la barre de poussée se casse au moment où Dudley Stokes s'installe dans le bob et l'équipe prend la 24e place sur 26. Lors de la deuxième manche, elle se classe 25e, en partie parce que White a de la peine à s'installer correctement à sa place et reste presque debout dans le premier virage,.
C'est après les événements de la troisième manche que l'équipe a le plus de notoriété. Stokes se blesse à l'épaule avant la course, mais décide de poursuivre la compétition. L'équipe réalise le septième départ le plus rapide parmi tous les participants. Au virage appelé le « Kreisel », Stokes perd le contrôle du bob qui heurte le bord de la piste, ce qui le retourne,. Les membres de l'équipe sortent et poussent le bob jusqu'à la fin de la piste. Ils ne participent pas à la quatrième et dernière manche de l'épreuve. Elle est donc non classée.
| Bob | Athlètes                                              | Épreuve      | Manche 1 | Manche 1 | Manche 2 | Manche 2 | Manche 3     | Manche 3 | Manche 4     | Manche 4     | Total      | Total      |
| Bob | Athlètes                                              | Épreuve      | Temps    | Rang     | Temps    | Rang     | Temps        | Rang     | Temps        | Rang         | Temps      | Rang       |
| --- | ----------------------------------------------------- | ------------ | -------- | -------- | -------- | -------- | ------------ | -------- | ------------ | ------------ | ---------- | ---------- |
| JAM | Dudley Stokes Devon Harris Michael White Chris Stokes | Bob à quatre | 58 s 04  | 24e      | 59 s 37  | 25e      | 1 min 3 s 19 | 26e      | Non terminée | Non terminée | Non classé | Non classé |

## Postérité
L'histoire de l'équipe jamaïcaine de bobsleigh aux Jeux olympiques d'hiver de 1988 inspire le film Rasta Rockett, qui a rencontré un succès international,. Cependant, il n'est que vaguement basé sur la réalité. L'entraîneur Pat Brown déclare plus tard que l'équipe n'avait pas subi l'animosité des autres athlètes montrée dans le film.
Tous les membres de l'équipe participent aux Jeux olympiques d'hiver de 1992. Devon Harris ne participe qu'en bob à deux, et sa place dans l'équipe à quatre est prise par le nouveau venu Ricky McIntosh. Harris et les frères Stokes continuent à concourir aux Jeux d'hiver jusqu'en 1998.